# Yoko Takahagi
Yoko Takahagi (高萩 陽子 Takahagi Yōko?), född 17 april 1969, är en japansk tidigare fotbollsspelare.
Yoko Takahagi debuterade för japans landslag den 21 januari 1986 i en 0–1-förlust mot Indien. Hon spelade 31 landskamper för det japanska landslaget. Hon deltog bland annat i fotbolls-VM 1991.